# Aero A.24
L'Aero A.24 est un bombardier triplace biplan bimoteur dont le prototype prit l’air en 1924.
Dès les premiers vols cet appareil se révéla sous-motorisé, le rendant inapte à utilisation militaire. Aero proposa donc de remplacer les moteurs Maybach par des Bristol Jupiter de 450 ch, attribuant à cette nouvelle version la désignation A.27. Mais l’aviation militaire tchèque ne donna pas suite et le programme fut abandonné.